# Matej Mohorič
Matej Mohorič, slovenski kolesar, * 19. oktober 1994, Slovenija.

## Kariera

### Moštva
Mohorič je kariero začel v klubu Sava, leta 2014 je prestopil v svojo prvo profesionalno ekipo Cannondale, leti 2016 in 2017 je prevozil v klubu Lampre - Merida, od sezone 2018 pa je v klubu Bahrain Merida. 

### 2012 do 2014
Leta 2012 je postal svetovni mladinski prvak na cestni dirki in bil drugi v kronometru, leta 2013 pa še svetovni prvak do 23 let. Leta 2014 je prejel Bloudkovo plaketo za »pomemben mednarodni športni dosežek«.
2016
Leta 2016 je prestopil v italijansko ekipo Lampre-Merida. Šlo mu je bolje kot prejšnja leta, saj je končal svoj 1. Grand tour. Pozneje v sezoni je tudi dosegel svojo 1. zmago med profesionalci, na Dirki po Hainanu je zmagal 6. etapo. 

### 2017
Leta 2017 je nadaljeval kot pomočnik, na Dirki po Španiji 2017 pa mu je ekipa dala možnost dirkanja na lasten rezultat. To je dobro izkoristil in zmagal sedmo etapo (Lliria– Cuenca, 207 km). V oktobru je zmagal še dirko Hong Kong Challenge. 

### 2018
Leta 2018 je prestopil v ekipo Bahrain Victorius. Svojo 1. zmago sezone je dosegel na dirki GP Industria & Artigianato, ko je napadel na spustu in prednost zadržal vse do cilja. Dobro mu je šlo tudi na Dirki po Kataloniji, na kateri le eno etapo ni končal v deseterici. Maja je nastopil na Dirki po Italiji, kjer je v 10. etapi vsprintu dvojice ugnal Nica Denza. Kasneje v sezoni je dobil etapno Dirko po Beneluksu in Dirko po Nemčiji, kjer je zmagal tudi v 3. etapi.

### 2021
Leta 2021 je postal v Kopru državni prvak v cestni dirki. Julija je nastopil na Dirki po Franciji, kjer je v sedmi etapi dosegel svojo prvo zmago na tej dirki, nato pa v 19. etapi s 25km dolgim pobegom ponovil dosežek inkot drugi slovenski kolesar dosegel etapne zmage na vseh treh tritedenskih dirkah. Avgusta je nastopil na Dirki po Poljski, kjer je zaradi izubljenega časa v kronometru 6. etape bil drugi, ter na Dirki po Beneluksu, kjer je zmagal zadnjo etapo.

### 2022
Leta 2022 se je osredotočil na klasični spomenik Milano–San Remo. Pozimi je testiral potopno sedežno oporo, ki je bila njegovo "skrivno orožje". Nadirki de mu je vse poklopilo in s vražjim spustom, kjer je nekajkrat skoraj zletel s ceste, je slavil zmago. Spomladi je na spomeniku Pariz–Roubaix s petim mestom dosegel najboljši slovenski dosežek na tej dirki. Jeseni je s neverjatnim preobratom v zadnji etapi dobil Dirko po Hrvaški.

### 2023
Leta 2023 Mohoriču na začetku ni šlo tako kot si je žele. Sicer je bil v desetirici na kar nekaj klasikah(6. na Strade Bianche, 8. na Milano- San Remo....), toda ni prišel do rezultatov ki si jih je res želel. Nato pa je na Dirki po Sloveniji presenetil, ko je na spustu s Kolovrata proti favoritom pridobil minuto. Z zmago v zadnji etapi pa je končal na 2. mestu. Na Dirki po Franciji 2023 je v 9. etapi na sloviti Puy de Dome bil 3. V 19. etapi je bil v begu dneva. 32 km pred ciljem seje iz skupine olepila trojica z Mohoričem, ki je nato v sprintu za nekaj cm ugnal Kasperja Asgreena. Kasneje je nastopil na Dirki po Poljski, kjer je z zmago v 2. etapi dobil tudi skupni seštevek. Kasneje je dobil še 5. etapo Dirke po Beneluksu, 4. etapo Dirke po Hrvaški in postal svetovni prvak na makadamu.

## Profesionalne zmage (24)
V poudarjenem tonu skupne zmage etapnih dirk, v rumenkastem pa enodnevne. 
| Leto | Zmaga | Dirka                            | Opomba    | Serija                 |
| ---- | ----- | -------------------------------- | --------- | ---------------------- |
| 2016 | 1.    | Dirka po Hainanu                 | 6. etapa  | UCI Asia Tour (2.HC)   |
| 2017 | 2.    | Dirka po Španiji                 | 2. etapa  | UCI World Tour (2)     |
| 2017 | 3.    | Sun Hung Hong Kong Challenge     | Enodnevna | UCI Asia Tour (1.1)    |
| 2018 | 4.    | GP Industria & Artigianato       | Enodnevna | UCI Europe Tour (1.HC) |
| 2018 | 5.    | Dirka po Italiji                 | 10. etapa | UCI World Tour (2)     |
| 2018 | 6.    | Državno prvenstvo v cestni dirki | Enodnevna | Državno prvenstvo      |
| 2018 | 7.    | Dirka po Avstriji                | 1. etapa  | UCI Europe Tour (2.1)  |
| 2018 | 8.    | BinckBank Tour                   | Skupno    | UCI World Tour (2)     |
| 2018 | 9.    | Dirka po Nemčiji                 | 3. etapa  | UCI Europe Tour (2.1)  |
| 2018 | 10.   | Dirka po Nemčiji                 | Skupno    | UCI Europe Tour (2.1)  |
| 2019 | 11.   | Dirka po Poljski                 | 7. etapa  | UCI World Tour (2)     |
| 2021 | 12.   | Državno prvenstvo v cestni dirki | Enodnevna | Državno prvenstvo      |
| 2021 | 13.   | Dirka po Franciji                | 7. etapa  | UCI World Tour (2)     |
| 2021 | 14.   | Dirka po Franciji                | 19. etapa | UCI World Tour (2)     |
| 2021 | 15.   | Dirka po Beneluksu               | 7. etapa  | UCI World Tour (2)     |
| 2022 | 16.   | Milano–San Remo                  | Spomenik  | UCI World Tour (1)     |
| 2022 | 17.   | CRO Race                         | Skupno    | UCI Europe Tour (2.1)  |
| 2023 | 18.   | Dirka po Sloveniji               | 5. etapa  | UCI ProSeries (2)      |
| 2023 | 19.   | Dirka po Franciji                | 19. etapa | UCI World Tour (2)     |
| 2023 | 20.   | Dirka po Poljski                 | 2. etapa  | UCI World Tour (2)     |
| 2023 | 21.   | Dirka po Poljski                 | Skupno    | UCI World Tour (2)     |
| 2023 | 22.   | Renewi Tour                      | 5. etapa  | UCI World Tour (2)     |
| 2023 | 23.   | CRO Race                         | 4. etapa  | UCI Europe Tour (2.1)  |
| 2024 | 24.   | Volta a la Comunitat Valenciana  | 2. etapa  | UCI ProSeries (2)      |

## Pomembnejša tekmovanja

### Grand Tour
| Od   | Tritedenske dirke | 2013 | 2014 | 2015 | 2016 | 2017 | 2018 | 2019 | 2020 | 2021 | 2022 | 2023 | 2024 | 2025 |
| ---- | ----------------- | ---- | ---- | ---- | ---- | ---- | ---- | ---- | ---- | ---- | ---- | ---- | ---- | ---- |
| 1909 | Dirka po Italiji  | —    | —    | —    | 98   | 135  | 30   | —    | —    | DNF  | —    | —    | —    | —    |
| 1903 | Dirka po Franciji | —    | —    | —    | —    | —    | —    | 119  | 76   | 31   | 85   | 72   | 127  | 126  |
| 1935 | Dirka po Španiji  | —    | —    | DNF  | —    | 30   | —    | —    | DNF  | —    | —    | —    | —    |      |

### Velike enotedenske dirke
| Od   | Velike enotedenske dirke | 2013 | 2014 | 2015 | 2016 | 2017 | 2018 | 2019 | 2020 | 2021 | 2022 | 2023 | 2024 | 2025 |
| ---- | ------------------------ | ---- | ---- | ---- | ---- | ---- | ---- | ---- | ---- | ---- | ---- | ---- | ---- | ---- |
| 1933 | Pariz–Nica               | —    | —    | —    | —    | —    | —    | —    | —    | —    | —    | —    | —    | —    |
| 1966 | Tirreno–Adriatico        | —    | —    | —    | —    | 73   | —    | 17   | —    | —    | —    | —    | —    | —    |
| 1911 | Dirka po Kataloniji      | —    | —    | —    | 117  | —    | 20   | —    | NH   | 50   | —    | —    | —    | —    |
| 1924 | Dirka po Baskiji         | —    | —    | 87   | —    | 87   | —    | —    | NH   | —    | —    | —    | —    | —    |
| 1947 | Dirka po Romandiji       | —    | DNF  | —    | 62   | —    | —    | —    | NH   | —    | —    | —    | —    | —    |
| 1947 | Auvergne−Rona−Alpe       | —    | —    | —    | —    | —    | —    | —    | 55   | —    | —    | —    | —    | —    |
| 1933 | Dirka po Švici           | —    | —    | 73   | —    | 58   | —    | 62   | NH   | —    | —    | —    | —    | 63   |

### Enodnevne dirke
| Od   | Spomeniki                | 2013 | 2014 | 2015 | 2016 | 2017 | 2018 | 2019 | 2020 | 2021 | 2022 | 2023 | 2024 | 2025 |
| ---- | ------------------------ | ---- | ---- | ---- | ---- | ---- | ---- | ---- | ---- | ---- | ---- | ---- | ---- | ---- |
| 1907 | Milano–San Remo          | —    | —    | —    | —    | 57   | 25   | 5    | 10   | 11   | 1    | 8    | 6    | 100  |
| 1913 | Dirka po Flandriji       | —    | —    | —    | —    | —    | —    | 41   | —    | —    | 21   | DNF  | DNF  | 21   |
| 1896 | Pariz–Roubaix            | —    | —    | —    | —    | —    | —    | 70   | NH   | DNF  | 5    | 29   | —    | DNF  |
| 1892 | Liège–Bastogne–Liège     | —    | 127  | DNF  | —    | 93   | —    | 36   | 4    | 10   | 37   | 40   | —    | —    |
| 1905 | Dirka po Lombardiji      | —    | —    | —    | —    | —    | 56   | —    | —    | DNF  | 61   | —    | 111  |      |
| Od   | Klasike                  | 2013 | 2014 | 2015 | 2016 | 2017 | 2018 | 2019 | 2020 | 2021 | 2022 | 2023 | 2024 | 2025 |
| 1945 | Omloop Het Nieuwsblad    | —    | —    | —    | —    | —    | —    | —    | —    | —    | 17   | 21   | 24   | 152  |
| 1945 | Kuurne–Bruselj–Kuurne    | —    | —    | —    | —    | —    | —    | —    | —    | —    | 50   | 3    | 79   | DNF  |
| 2007 | Strade Bianche           | —    | —    | —    | —    | 80   | 11   | —    | 19   | 56   | DNF  | 6    | 5    | DNS  |
| 1876 | Milano–Torino            | —    | —    | —    | —    | —    | —    | —    | —    | —    | —    | —    | —    | —    |
| 1977 | Klasika Brugge–De Panne  | —    | —    | —    | —    | —    | —    | —    | —    | —    | —    | —    | —    | —    |
| 1958 | E3 Saxo Bank Classic     | —    | —    | —    | —    | —    | —    | 27   | NH   | —    | 4    | 7    | 15   | DNF  |
| 1934 | Gent–Wevelgem            | —    | —    | —    | —    | —    | —    | 9    | —    | —    | 9    | 43   | 13   | DNF  |
| 1945 | Skozi Flandrijo          | —    | —    | —    | —    | —    | —    | 15   | NH   | —    | —    | —    | —    | 49   |
| 1907 | Scheldeprijs             | —    | —    | —    | —    | —    | —    | —    | —    | —    | —    | —    | —    | —    |
| 1961 | Brabantska puščica       | —    | —    | 91   | —    | —    | —    | —    | —    | 37   | —    | —    | —    | —    |
| 1966 | Amstel Gold Race         | —    | 112  | DNF  | 99   | 86   | —    | 46   | NH   | 9    | 13   | 33   | —    | —    |
| 1936 | Valonska puščica         | —    | 137  | DNF  | —    | 127  | —    | 49   | 25   | 57   | —    | 23   | —    | —    |
| 1962 | Eschborn–Frankfurt       | —    | —    | —    | —    | —    | —    | 11   | NH   | —    | —    | —    | —    | 67   |
| 1893 | Brussels Cycling Classic | —    | —    | —    | 24   | —    | —    | —    | —    | —    | —    | —    | —    | —    |
| 1981 | Klasika San Sebastián    | —    | —    | —    | —    | —    | —    | —    | NH   | 2    | DNF  | —    | —    | —    |
| 1996 | Hamburg Cyclassics       | —    | —    | —    | 70   | —    | —    | —    | NH   | NH   | —    | —    | —    | DNF  |
| 1931 | Bretonska klasika        | —    | —    | —    | 116  | —    | —    | 11   | —    | —    | —    | —    | —    |      |
| 2010 | Velika nagrada Québeca   | —    | 78   | —    | 86   | —    | 22   | 36   | NH   | NH   | 54   | 5    | 30   |      |
| 2010 | Velika nagrada Montréala | —    | 62   | —    | 28   | —    | 41   | 26   | NH   | NH   | DNF  | 18   | DNF  |      |
| 1909 | Dirka po Emiliji         | —    | DNF  | —    | —    | —    | 20   | —    | —    | —    | —    | —    | —    |      |
| 1919 | Coppa Bernocchi          | —    | —    | —    | —    | —    | —    | —    | NH   | —    | —    | —    | —    |      |
| 1919 | Tri doline Vareseja      | —    | —    | —    | —    | —    | —    | —    | NH   | —    | —    | —    | NR   |      |
| 1906 | Gran Piemonte            | —    | —    | —    | —    | —    | —    | —    | —    | —    | 2    | —    | 10   |      |
| 1896 | Pariz–Tours              | —    | —    | —    | —    | —    | —    | —    | —    | —    | —    | —    | —    |      |

### Domača dirka
| Od   | Dirka              | 2013 | 2014 | 2015 | 2016 | 2017 | 2018 | 2019 | 2020 | 2021 | 2022 | 2023 | 2024 | 2025 |
| ---- | ------------------ | ---- | ---- | ---- | ---- | ---- | ---- | ---- | ---- | ---- | ---- | ---- | ---- | ---- |
| 1993 | Dirka po Sloveniji | 26   | 63   | —    | 46   | —    | 3    | —    | NH   | 7    | 15   | 2    | 36   | —    |

### Reprezentanca
| Od   | Olimpijske igre    | Olimpijske igre    | 2013    | 2014    | 2015    | 2016 | 2017    | 2018    | 2019    | 2020    | 2021 | 2022 | 2023 | 2024 | 2025 |
| ---- | ------------------ | ------------------ | ------- | ------- | ------- | ---- | ------- | ------- | ------- | ------- | ---- | ---- | ---- | ---- | ---- |
| 1896 |                    | Cestna dirka       | Ni bilo | Ni bilo | Ni bilo | DNF  | Ni bilo | Ni bilo | Ni bilo | Ni bilo | —    | NH   | NH   | DNF  | NH   |
| 1912 | Kronometer         | —                  | Ni bilo | Ni bilo | Ni bilo | —    | Ni bilo | Ni bilo | Ni bilo | Ni bilo | —    | NH   | NH   |      | NH   |
| Od   | Svetovno prvenstvo | Svetovno prvenstvo | 2013    | 2014    | 2015    | 2016 | 2017    | 2018    | 2019    | 2020    | 2021 | 2022 | 2023 | 2024 | 2025 |
| 1927 |                    | Cestna dirka       | —       | —       | —       | —    | 91      | DNF     | DNF     | —       | 14   | —    | —    | —    |      |
| 1994 | Kronometer         | —                  | 56      | —       | —       | —    | —       | —       | —       | —       | —    | —    | —    |      |      |
| Od   | Državno prvenstvo  | Državno prvenstvo  | 2013    | 2014    | 2015    | 2016 | 2017    | 2018    | 2019    | 2020    | 2021 | 2022 | 2023 | 2024 | 2025 |
| 1991 |                    | Cestna dirka       | 4       | 15      | 5       | 7    | 3       | 1       | 5       | 3       | 1    | —    | 3    | 3    | DNS  |
| 1991 | Kronometer         | —                  | 5       | —       | 2       | —    | —       | 2       | —       | —       | 2    | —    | 1    | —    |      |